# Vuelta al País Vasco 2008
48. edycja wyścigu Vuelta al País Vasco odbyła się w dniach 7–12 kwietnia 2008 roku. Trasa tego hiszpańskiego, sześcioetapowego wyścigu liczyła 838 km ze startem w Legazpi i metą w Orio.
Zwyciężył reprezentant gospodarzy Alberto Contador z grupy Team Astana.

## Etapy
| Etap    | Data        | Start – meta      | Długość (km) | Zwycięzca etapu  | Lider            |
| 1. etap | 7 kwietnia  | Legazpi – Legazpi | 137          | Alberto Contador | Alberto Contador |
| 2. etap | 8 kwietnia  | Legazpi – Erandio | 153          | Kim Kirchen      | Alberto Contador |
| 3. etap | 9 kwietnia  | Erandio – Viana   | 195          | David Herrero    | Alberto Contador |
| 4. etap | 10 kwietnia | Viana – Vitoria   | 171          | Kim Kirchen      | Alberto Contador |
| 5. etap | 11 kwietnia | Vitoria – Orio    | 162          | Damiano Cunego   | Alberto Contador |
| 6. etap | 12 kwietnia | Orio – Orio (ITT) | 20           | Alberto Contador | Alberto Contador |

## Wyniki
| M-ce | Imię i nazwisko   | Kraj       | Drużyna            | Czas                         |
| ---- | ----------------- | ---------- | ------------------ | ---------------------------- |
| 1.   | Alberto Contador  | Hiszpania  | Team Astana        | 21h 03' 59" (39,78 km/godz.) |
| 2    | Cadel Evans       | Australia  | Silence-Lotto      | + 30"                        |
| 3    | Thomas Dekker     | Holandia   | Rabobank           | + 35"                        |
| 4    | Damiano Cunego    | Włochy     | Lampre             | + 57"                        |
| 5    | Maxime Monfort    | Belgia     | Cofidis            | + 1' 25"                     |
| 6    | Mikel Astarloza   | Hiszpania  | Euskaltel-Euskadi  | + 1' 37"                     |
| 7    | Kim Kirchen       | Luksemburg | Team High Road     | + 1' 43"                     |
| 8    | Sandy Casar       | Francja    | Française des Jeux | + 2' 03"                     |
| 9    | Ezequiel Mosquera | Hiszpania  | Karpin-Galicia     | + 2' 03"                     |
| 10   | Fränk Schleck     | Luksemburg | Team CSC           | + 2' 05"                     |